# Марджа ат-таклид

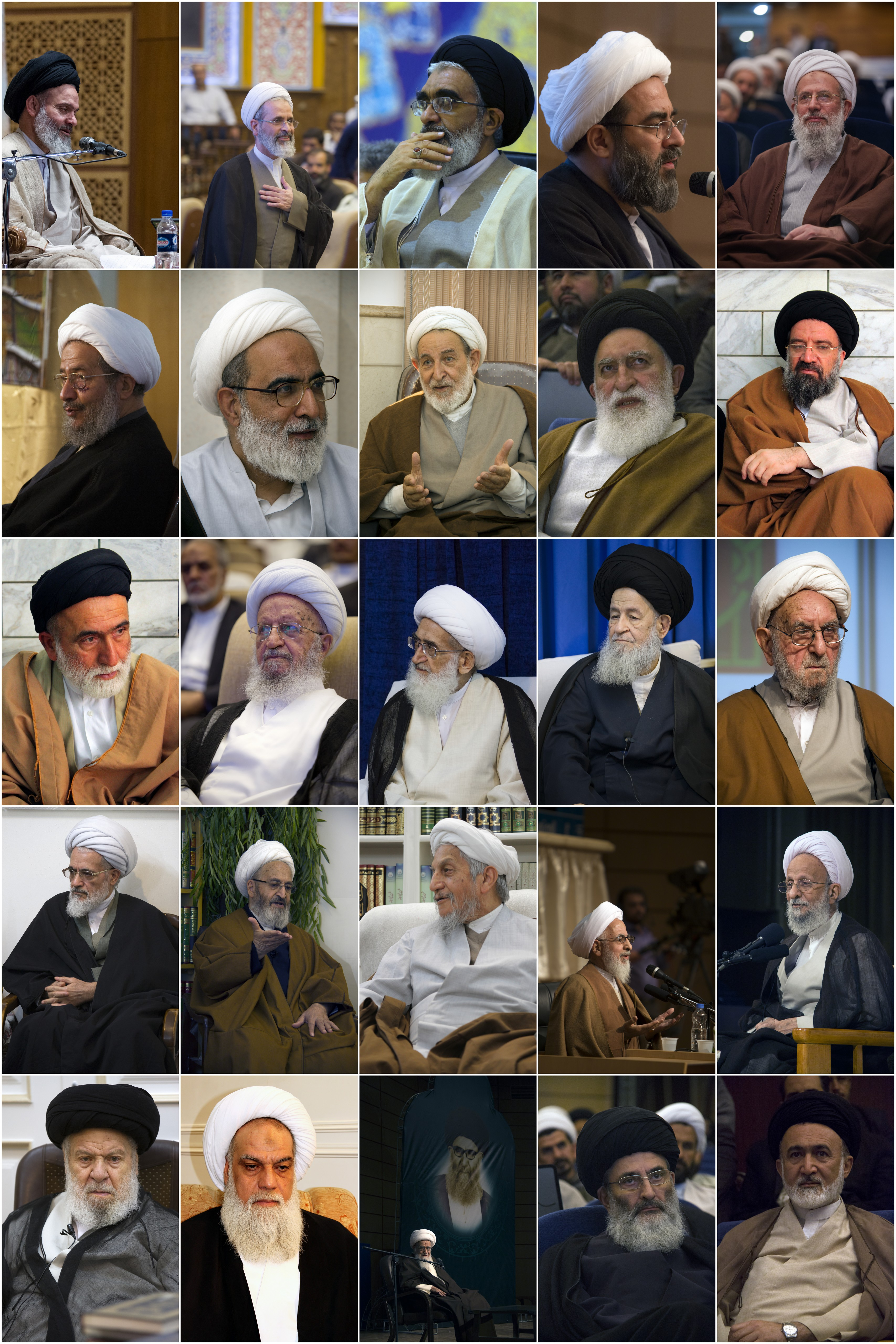

Марджа’ ат-такли́д (араб. مرجع التقليد‎ —  тот, кому подражают, образец для подражания‎) — высшее духовное звание духовных лидеров шиитов-двунадесятников (муджтахидов), главный религиозный авторитет в вопросах права (фикха) и богословия, обладающего правом выносить правовые решения (иджтихад). Приказы марджа ат-таклида обязательны для исполнения всеми членами шиитской общины.
В Исламской Республике Иран звание закреплено конституционно. Этот титул носили аятолла Рухолла Хомейни, иракский аятолла Абул-Касим аль-Хо’й и другие аятоллы.